# Провоте, Соня де ла
Соня де ла Провоте (фр. Sonia de La Provôté) — французский политик, сенатор от департамента Кальвадос.

## Биография
Родилась 25 декабря 1968 года в Кане (департамент Кальвадос). Училась на медицинском факультете университета Кана, работала в национальном госпитале Кана CHU.
В 2001 году, будучи членом Союза за французскую демократию по единому списку правых во главе с Брижитт ле Бретон была избрана в городской совет Кана, заняла пост вице-мэра по вопросам социального обеспечения и здравоохранения. В 2004 году безуспешно попыталась избраться в Генеральный совет департамента Кальвадос от кантона Кан-3, но на следующих выборах 2011 года ей удалось завоевать место в Совете.
В 2007 году Соня де ла Провоте активно поддерживала Франсуа Байру во время его президентской кампании, но после раскола центристов примкнула к созданной Эрве Мореном партии Новый центр. В том же году возглавила партийное отделение в департаменте Кальвадос.
В 2008 году правые утеряли большинство в городском совете Кана, и Соня де ла Провоте возглавила оппозиционную группу центристов в Совете. На следующих выборах в 2014 году правый блок вновь победил, и она заняла пост первого вице-мэра Кана. В марте 2015 года она в паре с Людвигом Вийомом победила на выборах в Совет департамента Кальвадос от кантона Кан-1.
В сентябре 2014 года Соня де ла Провоте была включена под вторым номером в список центристов на выборах в Сенат от департамента Кальвадос. Блок получил только одно место в Сенате, и оно досталось первому номеру в списке - президенту Генерального совета департамента Жану-Леонсу Дюпону. Но 1 октября 2017 года, после принятия нового закона о невозможности совмещения мандатов, Дюпон предпочел сохранить место президента Совета департамента и сдал мандат сенатора, который достался Соне де ла Провоте. В этот же день она ушла в отставку с поста первого-вице-мэра Кана.

## Занимаемые выборные должности
03.2001 — 03.2008 — вице-мэр города Кан 

03.2008 — 30.03.2014 — член совета города Кан 

29.03.2011 — 29.03.2015 — член Генерального совета департамента Кальвадос от кантона Кан-3 

01.04.2014 — 01.10.2017 — первый вице-мэр города Кан 

01.04.2015 — 01.10.2017 — член Совета департамента Кальвадос от кантона Кан-1, вице-президент Совета 
 
с 01.10.2017 — сенатор от департамента Кальвадос 